# Awiza typu Afonso de Albuquerque
Awiza typu Afonso de Albuquerque – typ dwóch okrętów marynarki portugalskiej z okresu II wojny światowej i powojennego, przeznaczonych do pełnienia służby w koloniach. Oryginalnie klasyfikowane jako awiza kolonialne 1. klasy, a w literaturze anglojęzycznej jako slupy. Po II wojnie światowej zostały przeklasyfikowane na fregaty, służąc do lat 60. Zbudowane w brytyjskiej stoczni Hawthorn Leslie, stanowiły największe okręty portugalskie swojego okresu.
Charakteryzowało je silne uzbrojenie główne z czterech dział kalibru 120 mm oraz duży zasięg pływania. Ich wyporność pełna wynosiła około 2440 ton, a prędkość 21 węzłów.

## Historia
Okręty typu Afonso de Albuquerque zaprojektowano specjalnie dla pełnienia służby w portugalskich koloniach, jako następców małych krążowników przeznaczonych do służby kolonialnej. Były one klasyfikowane oryginalnie jako awizo kolonialne 1. klasy (port. aviso colonial de 1ª classe). W 1930 roku Portugalia przyjęła dziesięcioletni program rozbudowy marynarki wojennej w celu zastąpienia posiadanych przestarzałych okrętów. W jego ramach zamówiono na początku lat 30. między innymi dwa małe awiza 2. klasy typu Pedro Nunes w Portugalii i dwa typu Gonçalo Velho w brytyjskiej stoczni Hawthorn Leslie w Hebburn nad rzeką Tyne, oraz dwa duże awiza 1. klasy projektu włoskiej stoczni OTO. Te ostatnie okręty, zamówione w 1931 roku, miały mieć według projektu wyporność standardową 2100 ton i dwukominową sylwetkę. Zamówienie to zostało jednak jeszcze w tym roku anulowane z powodów finansowych oraz silnych związków ze stoczniami brytyjskimi, po czym duże awiza zamówiono również w stoczni Hawthorn Leslie. W literaturze anglojęzycznej okręty te klasyfikowane były jako slupy.
Na projekt okrętów wpłynęły francuskie duże awiza kolonialne typu Bougainville. W odróżnieniu od nich, okręty projektu Hawthorn Leslie napędzane były turbinami parowymi, a nie silnikami Diesla, osiągając wyższą prędkość maksymalną, przy niewiele mniejszym zasięgu. Również łączyły one stosunkowo silne uzbrojenie artyleryjskie z dobrą dzielnością morską i dużym zasięgiem pływania.  Podobnie jak awiza francuskie, otrzymały imiona żeglarzy i odkrywców portugalskich. Stały się one największymi okrętami marynarki Portugalii tego okresu, aż do końca ich służby.

## Okręty
| Nr burtowy | nazwa                 | położenie stępki | wodowanie  | ukończenie | los                  |
| ---------- | --------------------- | ---------------- | ---------- | ---------- | -------------------- |
| F470       | Afonso de Albuquerque | 24.05.1933       | 28.05.1934 | 31.01.1935 | zatopiony 18.12.1961 |
| F471       | Bartolomeu Dias       | 1933             | 10.10.1934 | 15.05.1935 | wycofany w 1969      |

## Opis konstrukcji

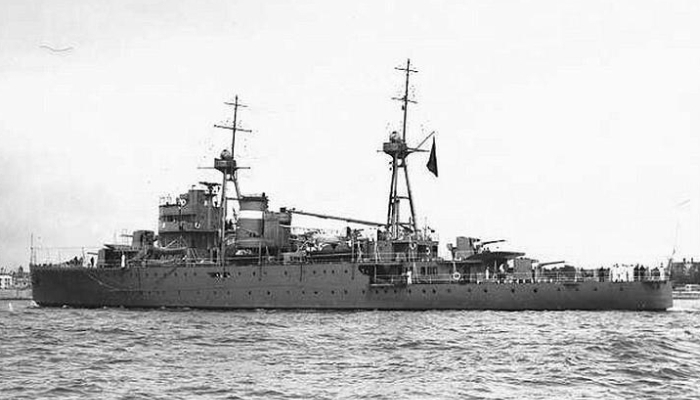
„Bartolomeu Dias” po zbudowaniu

Awiza typu Albuquerque miały cechy architektury brytyjskich slupów. Podniesiony pokład dziobowy ciągnął się na około 2/3 długości kadłuba, dziób był prosty, lekko wychylony. Uzbrojenie główne w postaci czterech dział umieszczone było na dziobie i rufie w superpozycji. Nadbudówka dziobowa była rozbudowana, a za nią znajdował się masywny maszt trójnożny z platformą dla reflektora na szczycie i pochyłą stengą, a dalej pochylony pojedynczy komin na śródokręciu. Sylwetkę dopełniał podobny trójnożny maszt rufowy z platformą i zawieszonym na nim bomem ładunkowym. Ze zdjęć wynika, że w trakcie II wojny światowej maszt rufowy został usunięty (najpóźniej w 1944). Działa rufowe były umieszczone na pokładówce będącej przedłużeniem pokładu dziobowego i pokładzie rufowym. Element szybkiej identyfikacji różniący okręty stanowił biały pas wokół komina „Bartolomeu Dias”. Wyporność standardowa okrętów wynosiła około 1780 ts, normalna 2100 ton, a pełna 2440 ts (podawane są różne wartości). Miały długość całkowitą 103,17 m, na linii wodnej 99,6 m, szerokość 13,49 m, a zanurzenie 3,83 m. Załoga liczyła od 189 osób w czasie pokoju do 229 podczas wojny.
Uzbrojenie artyleryjskie okrętów stanowiły cztery działa kalibru 120 mm Vickers-Armstrong Mk G o długości lufy 50 kalibrów (L/50), analogiczne co do typu i liczby z uzbrojeniem nowych portugalskich niszczycieli typu Vouga. Działa były umieszczone w pojedynczych stanowiskach z maskami ochronnymi. Strzelały one pociskami o masie 22 kg; ładunki miotające umieszczone były w łuskach (działa typu QF). Masa działa wynosiła 3396 kg (bez maski), a długość lufy 6000 mm. Prędkość wylotowa pocisku wynosiła 915 m/s, a maksymalna donośność 19 500 metrów przy kącie podniesienia lufy 45°
Uzbrojenie przeciwlotnicze, również pochodzenia brytyjskiego, stanowiły dwie armaty kalibru 76 mm L/50 i cztery działka automatyczne 40 mm L/39. Armaty 76 mm rozmieszczone były po obu bokach małej pokładówki za kominem, a działka 40 mm były zgrupowane na nadbudówce rufowej, w czterech jej rogach wokół masztu. Uniwersalność okrętów zwiększało posiadanie dwóch zrzutni bomb głębinowych i możliwość zabrania 40 min. Nietypowym dodatkiem jak na okręty tej wielkości była możliwość przenoszenia lekkiego wodnosamolotu rozpoznawczego, który był przenoszony początkowo na pokładzie za kominem i stawiany na wodzie dźwigiem zamocowanym na maszcie rufowym. Wyposażenie lotnicze nie zdało jednak egzaminu i okręty zaprzestały przenosić wodnosamolot wkrótce po wejściu do służby (dokładne daty nie są podawane). Przed końcem II wojny światowej przestarzałe działka 40 mm zostały zastąpione przez osiem działek automatycznych 20 mm, dodano też cztery miotacze bomb głębinowych.
Napęd stanowiły dwa zespoły turbin parowych systemu Parsonsa z przekładniami, o mocy łącznej 8000 KM, do których parę dostarczały dwa kotły trójwalczakowe typu Yarrow. Siłownia napędzała dwie śruby. Projektowa prędkość maksymalna wynosiła 21 węzłów, chociaż na próbach okręty osiągnęły 22 węzły bez przeciążania. Okręty zabierały 580 ton paliwa płynnego, co pozwalało na uzyskanie dużego zasięgu 8000 Mm przy prędkości 10 węzłów.

## Służba w skrócie

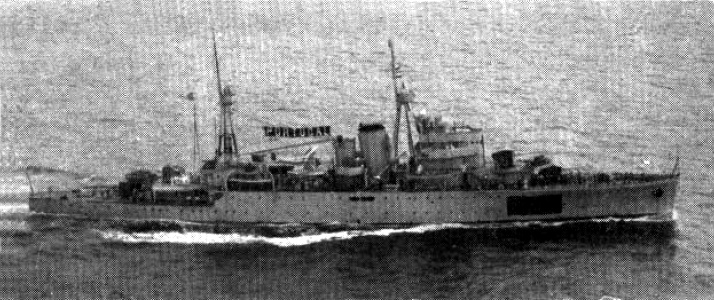
„Afonso de Albuquerque” z oznaczeniami neutralności podczas II wojny światowej; na śródokręciu słabo widoczny wodnosamolot

Podczas II wojny światowej Portugalia była neutralna, stąd okręty nie uczestniczyły w działaniach bojowych. „Afonso de Albuquerque” 28 listopada 1942 roku uratował 194 rozbitków ze statku „Nova Scotia” storpedowanego u wybrzeży Mozambiku przez niemiecki okręt podwodny U-177. Po wojnie okręty kontynuowały służbę w marynarce Portugalii, przeklasyfikowane na fregaty. Otrzymały NATO-wskie numery burtowe F470 i F471.
NRP „Afonso de Albuquerque” został ciężko uszkodzony podczas aneksji Indii Portugalskich, w walce z indyjską fregatą „Betwa” 18 grudnia 1961 roku pod Goa, po czym wyrzucił się na brzeg.
NRP „Bartolomeu Dias” w lutym 1967 roku został przekształcony w okręt-bazę pod nazwą „Sao Cristovao”, po czym został wycofany w 1969 roku.